# Těšetice (Bochov)
Těšetice (németül: Teschetitz) Bochov településrésze Csehországban a Karlovy Vary-i kerület Karlovy Vary-i járásában. Központi községétől 3,5 km-re keletre fekszik. A 2001-es népszámlálási adatok szerint 34 lakóháza és 45 lakosa van.